# Caryl Chessman

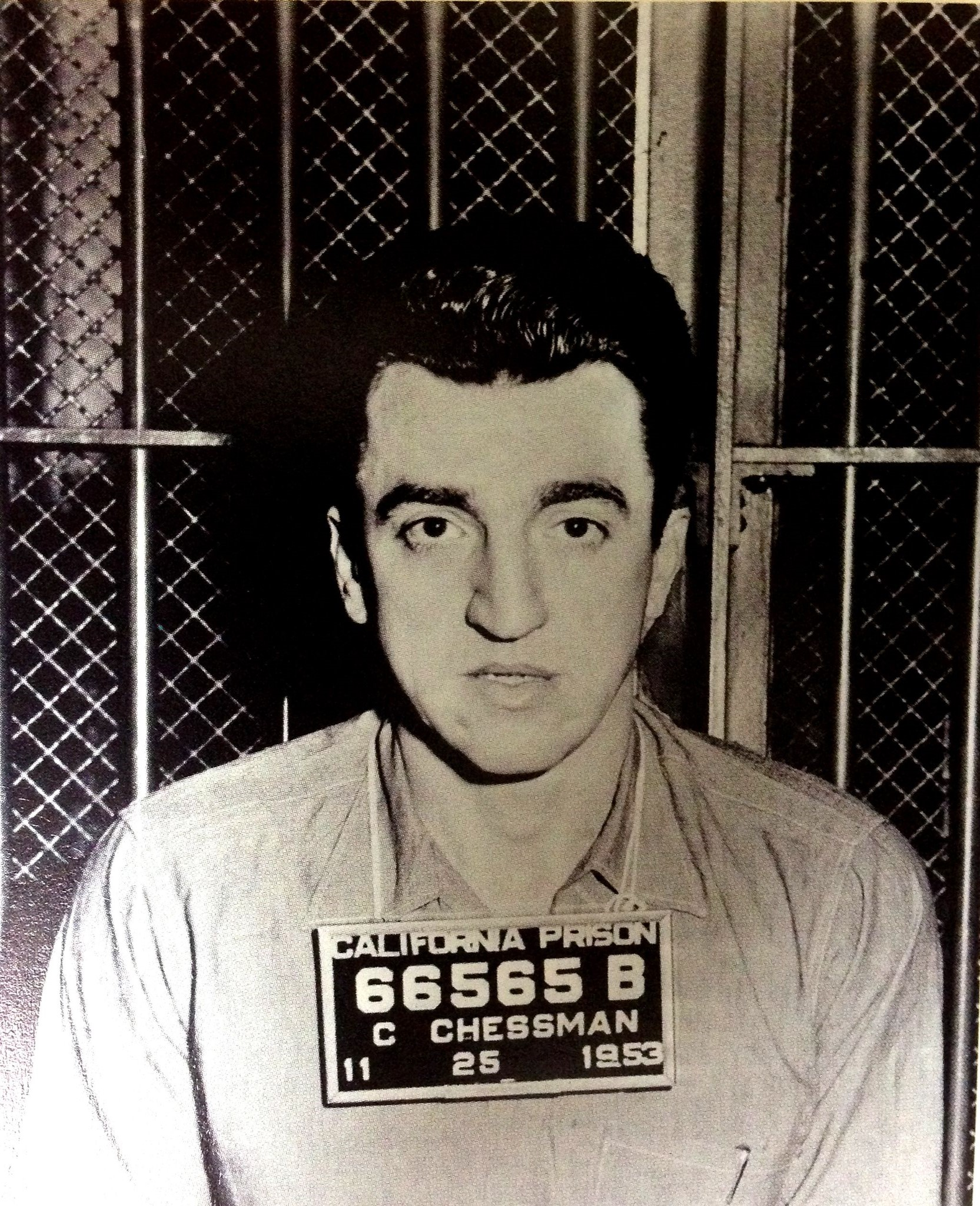
Caryl Chessman

Caryl Whittier Chessman (ur. 27 maja 1921 r. w St. Joseph, Michigan; zm. 2 maja 1960 r. w więzieniu San Quentin) – przestępca i gwałciciel, więzień nr 66565 Więzienia Stanowego San Quentin w Kalifornii. Skazany na karę śmierci w komorze gazowej 25 czerwca 1948 roku przez sędziego Charlesa W. Fricke'a. Na wykonanie wyroku oczekiwał 12 lat. W tym czasie napisał kilka książek. Jest jednym z pierwszych skazanych na egzekucję w komorze gazowej.